# Departament Południowy
Departament Południowy (Sud) – jeden z dziesięciu departamentów Haiti, położony w południowej części kraju. Zajmuje powierzchnię 2794 km² i jest zamieszkany przez 745 tys. osób (szacunkowo, 2002). Jego stolicą jest Les Cayes.
Departament dzieli się na 5 arrondissement:
1. Aquin
2. Les Cayes
3. Les Charbonnières
4. Les Côteaux
5. Port-Salut